# Labécède-Lauragais

Labécède-Lauragais este o comună în departamentul Aude din sudul Franței. În 1 ianuarie 2022 avea o populație de 419 de locuitori.